# Francisco Javier Ugarte Pagés
Francisco Javier Ugarte y Pagés (Barcelona, 24 de febrero de 1852-Madrid, 27 de junio de 1919) fue un abogado y político español, ministro de Gobernación durante la regencia de María Cristina de Habsburgo-Lorena y ministro de Gracia y Justicia y ministro de Fomento durante el reinado de Alfonso XIII.

## Biografía
Se licenció en derecho civil y canónico en la Universidad Central de Madrid.
Miembro del Partido Conservador fue elegido diputado por 1891, representando a los distritos de Carballino y Santiago de Cuba hasta 1903, año en el que abandonaría el Congreso y pasaría a convertirse en senador vitalicio.
Fue ministro de Gobernación entre el 23 de octubre de 1900 y el 6 de marzo de 1901 en un gobierno presidido por Azcárraga con el que también sería ministro de Gracia y Justicia entre el 16 de diciembre de 1904 y el 23 de junio de 1905. También sería ministro de Fomento entre el 27 de octubre de 1913 y el 25 de octubre de 1915 en un gabinete presidido por Eduardo Dato.
Se convirtió en miembro de la Real Academia de Ciencias Morales y Políticas el 20 de enero de 1911. Ugarte, que también tomó posesión del sillón Q de miembro de la Real Academia Española el 16 de junio de 1918, murió el 27 de junio de 1919 en Madrid.